# Invercargill (circumscripció electoral)
Invercargill és una circumscripció electoral de la Cambra de Representants de Nova Zelanda. Elegeix un diputat mitjançant el sistema electoral de representació proporcional mixta i fou creada per a les eleccions de 1886. El seu electorat s'estén per Invercargill i viles properes.
La circumscripció és representada per Eric Roy del Partit Nacional des de les eleccions de 2005.

## Història

### Seglexix
La circumscripció va ser creada per a les eleccions de 1866 a partir de la circumscripció de Wallace. El seu primer diputat seria William Wood, un independent. Wood es retirà de la política en acabar la legislatura a finals de 1870. William Henderson Calder el succeïria en les eleccions de 1871, tot i aquest dimitiria el març de 1873, causant una elecció parcial. En aquesta elecció, l'elecció parcial d'Invercargill de 1873, el guanyador seria John Cuthbertson, qui seria diputat fins a 1875.
Cuthbertson fou derrotat per George Lumsden en les eleccions de 1875. Lumsden dimití el juny de 1878, el qual causà l'elecció parcial de 1878. Henry Feldwick fou el candidat victoriós i començà el seu primer de tres terminis per la circumscripció. En les eleccions de 1879 Feldwick fou derrotat per James Walker Bain, qui es retiraria de la política el 1881. En les eleccions de 1881 Feldwick guanyà de nou, tot i que va ser vençut per Joseph Hatch en les eleccions de 1884. En les eleccions de 1887 Feldwick derrotaria Hatch i començaria el seu tercer i últim termini com a diputat per Invercargill, sent diputat fins al final de la legislatura el 1890.
James Whyte Kelly derrotaria Feldwick en les eleccions de 1890 com a candidat del Partit Liberal. Kelly serviria per tres terminis consecutius. Per a les eleccions de 1899, el Partit Liberal escollí Josiah Hanan com al seu candidat en lloc de Kelly, i els dos foren partícips en l'elecció, amb Hanan sent victoriós.

### Segle XX

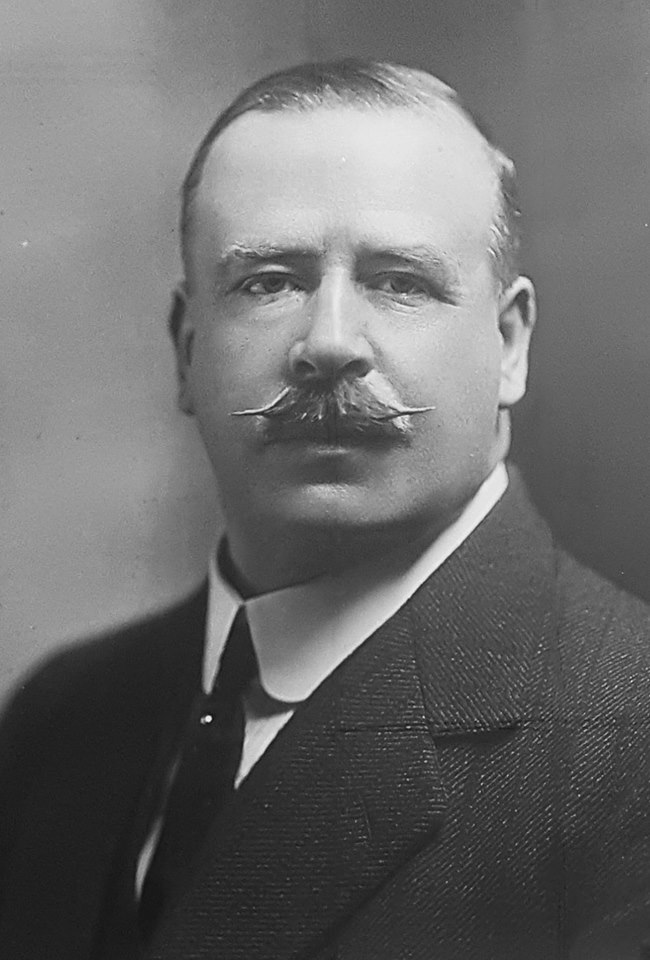
Joseph Ward, Primer Ministre de Nova Zelanda de 1906 a 1912 i de 1928 a 1930, seria diputat per Invercargill entre 1925 i 1930.

Hanan seria elegit de nou en les eleccions de 1902 i seria el diputat per Invercargill fins a 1925, quan aquest es retirà.
L'elecció de 1925 estretament fou guanyada per l'exprimer ministre Joseph Ward. Fins a 1919 Ward havia representat Awarua. Ward, un exlíder del Partit Liberal, fou candidat per aquest partit tot i que la majoria de diputats d'aquest partit s'havien canviat de partit. Ward seria primer ministre de nou a partir de les eleccions de 1928 després de la formació del Partit Unit. Morí el 8 de juliol de 1930, el qual causà l'elecció parcial de 1930 guanyada pel seu fill Vincent Ward, qui es retirà al final de la legislatura el 1931.
Vincent Ward fou succeït per l'independent James Hargest en les eleccions de 1931. En finalitzar la legislatura el 1935 Hargest fou candidat exitosament a Awarua. A Invercargill fou succeït per William Denham del Partit Laborista, qui seria diputat per Invercargill des de les eleccions de 1935 fins a la seva derrota en les eleccions de 1946 per Ralph Hanan del Partit Nacional. Hanan seria elegit de nou sis vegades fins que morí el 24 de juliol de 1969; la necessitat d'una elecció parcial s'evità, ja que la seva mort fou prop de les eleccions de 1969 que tingueren lloc el 29 de novembre.
El candidat exitós en les eleccions de 1969 fou John Chewings del Partit Nacional, qui seria vençut per J. B. Munro del Partit Laborista en les eleccions de 1972. Munro mateix seria vençut en les eleccions de 1975 per Norman Jones del Partit Nacional. Jones es retirà en finalitzar el seu quart termini consecutiu com a diputat l'agost de 1987.
Jones seria succeït per Rob Munro del Partit Nacional en les eleccions de 1987. Munro seriviria dos terminis consecutius abans de ser vençut per Mark Peck del Partit Laborista en les eleccions de 1993. Peck seria elegit de nou en les eleccions de 1996 i 1999.

### Segle XXI
Després de guanyar en les eleccions de 2002 a partir de les eleccions de 2005 Peck es retirà. En aquestes eleccions guanyaria Eric Roy del Partit Nacional i des d'aleshores aquest és el diputat per Invercargill.

## Composició
La circumscripció s'estén pel centre sud de Southland i l'illa Stewart. Inclou els municipis d'Invercargill, Riverton, Wyndham, Oban i Wallacetown. Altres localitats inclouen Makarewa, Tokanui, Bluff i Edendale.

## Diputats
| Termini | Termini         | Diputat                  | Partit      | Notes |
| ------- | --------------- | ------------------------ | ----------- | --- |
|         | 1866-1871       | William Wood             | Independent | Superintendent de la província de Southland de 1869 a 1870 i alcalde d'Invercargill de 1871 a 1873                       |
|         | 1871-1873       | William Henderson Calder | Independent | |
|         | 1873-1875       | John Cuthbertson         | Independent | Alcalde d'Invercargill de 1876 a 1877                                                                                    |
|         | 1875-1878       | George Lumsden           | Independent | Alcalde d'Invercargill de 1873 a 1874 i de 1878 a 1879                                                                   |
|         | 1878-1879       | Henry Feldwick           | Independent | Diputat del Consell Legislatiu de Nova Zelanda de 1892 a 1908                                                            |
|         | 1879-1881       | James Walker Bain        | Independent | Alcalde d'Invercargill de 1891 a 1892                                                                                    |
|         | 1881-1884       | Henry Feldwick           | Independent | Diputat del Consell Legislatiu de 1892 a 1908                                                                            |
|         | 1884-1887       | Joseph Hatch             | Independent | Alcalde d'Invercargill de 1877 a 1878                                                                                    |
|         | 1887-1890       | Henry Feldwick           | Independent | Diputat del Consell Legislatiu de 1892 a 1908                                                                            |
|         | 1890-1899       | James Whyte Kelly        | Liberal     | |
|         | 1899-1925       | Josiah Hanan             | Liberal     | Ministre el 1912 i de 1915 a 1919; diputat del Consell Legislatiu de 1925 a 1950 i alcalde d'Invercargill de 1896 a 1897 |
|         | 1925-1928       | Joseph Ward              | Liberal     | Primer Ministre de Nova Zelanda de 1906 a 1912 i de 1928 a 1930                                                          |
|         | 1928-1930       | Joseph Ward              | Unit        | Primer Ministre de Nova Zelanda de 1906 a 1912 i de 1928 a 1930                                                          |
|         | 1930-1931       | Vincent Ward             | Unit        | Diputat del Consell Legislatiu de 1934 a 1946                                                                            |
|         | 1931-1935       | James Hargest            | Independent | Soldat en la Primera i Segona Guerres Mundials                                                                           |
|         | 1935-1946       | William Denham           | Laborista   | |
|         | 1946-1969       | Ralph Hanan              | Nacional    | Ministre de 1954 a 1957 i de 1960 a 1969; Fiscal General de 1960 a 1969 i alcalde d'Invercargill de 1938 a 1941          |
|         | 1969-1972       | John Chewings            | Nacional    | |
|         | 1972-1975       | J. B. Munro              | Laborista   | |
|         | 1975-1987       | Norman Jones             | Nacional    | Soldat en la Segona Guerra Mundial                                                                                       |
|         | 1987-1993       | Rob Munro                | Nacional    | |
|         | 1993-2005       | Mark Peck                | Laborista   | |
|         | 2005-actualitat | Eric Roy                 | Nacional    | |

### Diputats de llista
| Termini | Termini   | Diputat  | Partit   | Notes |
| ------- | --------- | -------- | -------- | ----- |
|         | 1996-2002 | Eric Roy | Nacional |       |

## Eleccions

### Dècada de 2010
| Eleccions de 2011: Invercargill | Eleccions de 2011: Invercargill              | Eleccions de 2011: Invercargill | Eleccions de 2011: Invercargill | Eleccions de 2011: Invercargill | Eleccions de 2011: Invercargill | Eleccions de 2011: Invercargill | Eleccions de 2011: Invercargill | Eleccions de 2011: Invercargill |
| Partit                          | Partit                                       | Candidat                        | Vots per candidat               | %                               | ±%                              | Vots per partit                 | %                               | ±%                              |
| ------------------------------- | -------------------------------------------- | ------------------------------- | ------------------------------- | ------------------------------- | ------------------------------- | ------------------------------- | ------------------------------- | ------------------------------- |
|                                 | Nacional                                     | Eric Roy                        | 17.275                          | 54,58                           | -1,39                           | 16.140                          | 49,88                           | +2,35                           |
|                                 | Laborista                                    | Lesley Soper                    | 11.012                          | 34,79                           | -1,96                           | 9.296                           | 28,73                           | -8,15                           |
|                                 | Verd                                         | David Kennedy                   | 2.433                           | 7,69                            | +2,73                           | 2.723                           | 8,42                            | +4,16                           |
|                                 | Democràtic                                   | Stephnie de Ruyter              | 521                             | 1,65                            | +1,65                           | 129                             | 0,40                            | +0,22                           |
|                                 | ACT                                          | Ian Carline                     | 276                             | 0,87                            | -0,33                           | 397                             | 1,23                            | -1,47                           |
|                                 | Libertarianz                                 | Shane Pleasance                 | 133                             | 0,42                            | +0,04                           | 34                              | 0,11                            | +0,05                           |
|                                 | NZ Primer                                    |                                 |                                 |                                 |                                 | 2.213                           | 6,84                            | +3,44                           |
|                                 | Conservador                                  |                                 |                                 |                                 |                                 | 643                             | 1,99                            | +1,99                           |
|                                 | Unit Futur                                   |                                 |                                 |                                 |                                 | 264                             | 0,82                            | -0,09                           |
|                                 | Cànnabis                                     |                                 |                                 |                                 |                                 | 257                             | 0,79                            | +0,28                           |
|                                 | Maori                                        |                                 |                                 |                                 |                                 | 162                             | 0,50                            | -0,08                           |
|                                 | Mana                                         |                                 |                                 |                                 |                                 | 63                              | 0,19                            | +0,19                           |
|                                 | Aliança                                      |                                 |                                 |                                 |                                 | 34                              | 0,11                            | -0,05                           |
| Vots nuls                       | Vots nuls                                    | Vots nuls                       | Vots nuls                       | Vots nuls                       | Vots nuls                       | 324                             | 1,00                            | +0,59                           |
| Participació                    | Participació                                 | Participació                    | Participació                    | Participació                    | Participació                    | 32.355                          | 72,89                           | -6,70                           |
| Majoria                         | Majoria                                      | Majoria                         | Majoria                         | Majoria                         | Majoria                         | 6.263                           | 19,79                           | +0,58                           |
|                                 | Circumscripció defensada pel Partit Nacional |                                 |                                 |                                 |                                 |                                 |                                 |                                 |

### Dècada de 2000
| Eleccions de 2008: Invercargill | Eleccions de 2008: Invercargill              | Eleccions de 2008: Invercargill | Eleccions de 2008: Invercargill | Eleccions de 2008: Invercargill | Eleccions de 2008: Invercargill | Eleccions de 2008: Invercargill | Eleccions de 2008: Invercargill | Eleccions de 2008: Invercargill |
| Partit                          | Partit                                       | Candidat                        | Vots per candidat               | %                               | ±%                              | Vots per partit                 | %                               | ±%                              |
| ------------------------------- | -------------------------------------------- | ------------------------------- | ------------------------------- | ------------------------------- | ------------------------------- | ------------------------------- | ------------------------------- | ------------------------------- |
|                                 | Nacional                                     | Eric Roy                        | 19.414                          | 55,97                           | +6,46                           | 16.663                          | 47,54                           | +8,05                           |
|                                 | Laborista                                    | Lesley Soper                    | 12.750                          | 36,76                           | -6,22                           | 12.927                          | 36,88                           | -8,30                           |
|                                 | Verd                                         | Craig Carson                    | 1.718                           | 4,95                            | +2,07                           | 1.492                           | 4,26                            | +1,18                           |
|                                 | ACT                                          | Ian Carline                     | 416                             | 1,20                            | +0,06                           | 947                             | 2,70                            | +1,55                           |
|                                 | Unit Futur                                   | Maureen Smith                   | 258                             | 0,74                            | -0,70                           | 319                             | 0,91                            | -2,31                           |
|                                 | Libertarianz                                 | Shane Pleasance                 | 131                             | 0,38                            | +0,38                           | 21                              | 0,06                            | +0,03                           |
|                                 | NZ Primer                                    |                                 |                                 |                                 |                                 | 1.192                           | 3,40                            | -1,41                           |
|                                 | Bill i Ben                                   |                                 |                                 |                                 |                                 | 413                             | 1,18                            | +1,18                           |
|                                 | Progressista                                 |                                 |                                 |                                 |                                 | 292                             | 0,83                            | -0,39                           |
|                                 | Maori                                        |                                 |                                 |                                 |                                 | 205                             | 0,58                            | +0,25                           |
|                                 | Cànnabis                                     |                                 |                                 |                                 |                                 | 179                             | 0,51                            | +0,21                           |
|                                 | Família                                      |                                 |                                 |                                 |                                 | 145                             | 0,41                            | +0,41                           |
|                                 | Kiwi                                         |                                 |                                 |                                 |                                 | 105                             | 0,30                            | +0,30                           |
|                                 | Democràtic                                   |                                 |                                 |                                 |                                 | 61                              | 0,17                            | -0,02                           |
|                                 | Aliança                                      |                                 |                                 |                                 |                                 | 54                              | 0,15                            | +0,08                           |
|                                 | Pacífic                                      |                                 |                                 |                                 |                                 | 18                              | 0,05                            | +0,05                           |
|                                 | Treballadors                                 |                                 |                                 |                                 |                                 | 14                              | 0,04                            | +0,04                           |
|                                 | República                                    |                                 |                                 |                                 |                                 | 4                               | 0,01                            | +0,01                           |
|                                 | RAM                                          |                                 |                                 |                                 |                                 | 1                               | 0,00                            | +0,00                           |
| Vots nuls                       | Vots nuls                                    | Vots nuls                       | Vots nuls                       | Vots nuls                       | Vots nuls                       | 143                             | 0,41                            | +0,06                           |
| Participació                    | Participació                                 | Participació                    | Participació                    | Participació                    | Participació                    | 35.052                          | 79,59                           | -1,79                           |
| Majoria                         | Majoria                                      | Majoria                         | Majoria                         | Majoria                         | Majoria                         | 6.664                           | 19,21                           | +12,69                          |
|                                 | Circumscripció defensada pel Partit Nacional |                                 |                                 |                                 |                                 |                                 |                                 |                                 |

| Eleccions de 2005: Invercargill | Eleccions de 2005: Invercargill             | Eleccions de 2005: Invercargill | Eleccions de 2005: Invercargill | Eleccions de 2005: Invercargill | Eleccions de 2005: Invercargill | Eleccions de 2005: Invercargill | Eleccions de 2005: Invercargill | Eleccions de 2005: Invercargill |
| Partit                          | Partit                                      | Candidat                        | Vots per candidat               | %                               | ±%                              | Vots per partit                 | %                               | ±%                              |
| ------------------------------- | ------------------------------------------- | ------------------------------- | ------------------------------- | ------------------------------- | ------------------------------- | ------------------------------- | ------------------------------- | ------------------------------- |
|                                 | Nacional                                    | Eric Roy                        | 15.570                          | 49,51                           | +10,49                          | 12.559                          | 39,49                           | +12,98                          |
|                                 | Laborista                                   | Wayne Harpur                    | 13.518                          | 42,98                           | -5,31                           | 14.196                          | 44,93                           | -1,63                           |
|                                 | Verd                                        | Craig Carson                    | 906                             | 2,88                            | -0,32                           | 980                             | 3,08                            | -1,21                           |
|                                 | Unit Futur                                  | Ralph Kennard                   | 453                             | 1,44                            | -1,24                           | 1.024                           | 3,22                            | -2,90                           |
|                                 | ACT                                         | Ian Beker                       | 358                             | 1,14                            | +0,10                           | 365                             | 1,15                            | -2,40                           |
|                                 | Progressista                                | Heka Taefu                      | 231                             | 0,73                            | -2,61                           | 388                             | 1,22                            | -1,29                           |
|                                 | Democràtic                                  | Bruce Stirling                  | 187                             | 0,59                            | +0,59                           | 24                              | 0,08                            | +0,08                           |
|                                 | Maori                                       | Gina Haremate-Crawford          | 163                             | 0,52                            | +0,52                           | 106                             | 0,33                            | +0,33                           |
|                                 | Democràcia Directa                          | Craig Guy                       | 65                              | 0,21                            | +0,21                           | 11                              | 0,03                            | +0,03                           |
|                                 | NZ Primer                                   |                                 |                                 |                                 |                                 | 1.530                           | 4,81                            | -1,26                           |
|                                 | Destí                                       |                                 |                                 |                                 |                                 | 188                             | 0,59                            | +0,59                           |
|                                 | Cànnabis                                    |                                 |                                 |                                 |                                 | 96                              | 0,30                            | -0,42                           |
|                                 | Patrimoni Cristià                           |                                 |                                 |                                 |                                 | 56                              | 0,19                            | -0,81                           |
|                                 | Aliança                                     |                                 |                                 |                                 |                                 | 22                              | 0,07                            | -0,63                           |
|                                 | Una NZ                                      |                                 |                                 |                                 |                                 | 13                              | 0,04                            | -0,01                           |
|                                 | Drets de la Família                         |                                 |                                 |                                 |                                 | 11                              | 0,03                            | +0,03                           |
|                                 | Libertarianz                                |                                 |                                 |                                 |                                 | 10                              | 0,03                            | +0,03                           |
|                                 | 99 Diputats                                 |                                 |                                 |                                 |                                 | 9                               | 0,03                            | +0,03                           |
|                                 | República                                   |                                 |                                 |                                 |                                 | 5                               | 0,02                            | +0,02                           |
| Vots nuls                       | Vots nuls                                   | Vots nuls                       | Vots nuls                       | Vots nuls                       | Vots nuls                       | 316                             | 0,99                            | +0,01                           |
| Participació                    | Participació                                | Participació                    | Participació                    | Participació                    | Participació                    | 31.767                          | 81,38                           | +3,27                           |
| Majoria                         | Majoria                                     | Majoria                         | Majoria                         | Majoria                         | Majoria                         | 2.052                           | 6,46                            | +15,69                          |
|                                 | Circumscripció guanyada pel Partit Nacional |                                 |                                 |                                 |                                 |                                 |                                 |                                 |

| Eleccions de 2002: Invercargill | Eleccions de 2002: Invercargill               | Eleccions de 2002: Invercargill | Eleccions de 2002: Invercargill | Eleccions de 2002: Invercargill | Eleccions de 2002: Invercargill | Eleccions de 2002: Invercargill | Eleccions de 2002: Invercargill | Eleccions de 2002: Invercargill |
| Partit                          | Partit                                        | Candidat                        | Vots per candidat               | %                               | ±%                              | Vots per partit                 | %                               | ±%                              |
| ------------------------------- | --------------------------------------------- | ------------------------------- | ------------------------------- | ------------------------------- | ------------------------------- | ------------------------------- | ------------------------------- | ------------------------------- |
|                                 | Laborista                                     | Mark Peck                       | 14.548                          | 48,29                           | -8,79                           | 14.089                          | 46,56                           | +1,63                           |
|                                 | Nacional                                      | Eric Roy                        | 11.756                          | 39,02                           | +7,32                           | 8.021                           | 26,51                           | -3,41                           |
|                                 | Progressista                                  | Stephnie de Ruyter              | 1.006                           | 3,34                            | +3,34                           | 760                             | 2,51                            | +2,51                           |
|                                 | Verd                                          | Craig Carson                    | 963                             | 3,20                            | +1,01                           | 1.298                           | 4,29                            | +1,21                           |
|                                 | Unit Futur                                    | Vince Smith                     | 806                             | 2,68                            | +2,68                           | 1.851                           | 6,12                            | +6,12                           |
|                                 | ACT                                           | Peter Phiskie                   | 313                             | 1,04                            | +0,24                           | 1.073                           | 3,55                            | +0,22                           |
|                                 | Patrimoni Cristià                             | Mervyn Clayton                  | 235                             | 0,78                            | -0,92                           | 301                             | 1,00                            | -1,63                           |
|                                 | Aliança                                       | Anna McMartin                   | 202                             | 0,67                            | -4,31                           | 241                             | 0,80                            | -9,11                           |
|                                 | NZ Primer                                     |                                 |                                 |                                 |                                 | 1.838                           | 6,07                            | +3,30                           |
|                                 | Recreació                                     |                                 |                                 |                                 |                                 | 444                             | 1,47                            | +1,47                           |
|                                 | Cànnabis                                      |                                 |                                 |                                 |                                 | 219                             | 0,72                            | -0,46                           |
|                                 | Una NZ                                        |                                 |                                 |                                 |                                 | 14                              | 0,05                            | +0,01                           |
|                                 | Mana Maori                                    |                                 |                                 |                                 |                                 | 2                               | 0,01                            | -0,02                           |
|                                 | NMP                                           |                                 |                                 |                                 |                                 | 1                               | 0,00                            | +0,00                           |
| Vots nuls                       | Vots nuls                                     | Vots nuls                       | Vots nuls                       | Vots nuls                       | Vots nuls                       | 296                             | 0,98                            | -0,02                           |
| Participació                    | Participació                                  | Participació                    | Participació                    | Participació                    | Participació                    | 30.125                          | 78,11                           | -8,32                           |
| Majoria                         | Majoria                                       | Majoria                         | Majoria                         | Majoria                         | Majoria                         | 2.792                           | 9,23                            | -16,06                          |
|                                 | Circumscripció defensada pel Partit Laborista |                                 |                                 |                                 |                                 |                                 |                                 |                                 |

### Dècada de 1990
| Eleccions de 1999: Invercargill | Eleccions de 1999: Invercargill               | Eleccions de 1999: Invercargill | Eleccions de 1999: Invercargill | Eleccions de 1999: Invercargill | Eleccions de 1999: Invercargill | Eleccions de 1999: Invercargill | Eleccions de 1999: Invercargill | Eleccions de 1999: Invercargill |
| Partit                          | Partit                                        | Candidat                        | Vots per candidat               | %                               | ±%                              | Vots per partit                 | %                               | ±%                              |
| ------------------------------- | --------------------------------------------- | ------------------------------- | ------------------------------- | ------------------------------- | ------------------------------- | ------------------------------- | ------------------------------- | ------------------------------- |
|                                 | Laborista                                     | Mark Peck                       | 17.970                          | 57,08                           | +8,25                           | 14.196                          | 44,93                           | +11,83                          |
|                                 | Nacional                                      | Eric Roy                        | 9.980                           | 31,70                           | -3,69                           | 9.453                           | 29,92                           | -4,22                           |
|                                 | Aliança                                       | Stephnie de Ruyter              | 1.567                           | 4,98                            | +0,10                           | 3.132                           | 9,91                            | +0,19                           |
|                                 | Verd                                          | Craig Carson                    | 689                             | 2,19                            | +2,19                           | 974                             | 3,08                            | +3,08                           |
|                                 | Patrimoni Cristià                             | Russell Zwies                   | 536                             | 1,70                            | +1,70                           | 832                             | 2,63                            | +2,63                           |
|                                 | NZ Primer                                     | Alan Wise                       | 488                             | 1,55                            | -5,76                           | 875                             | 2,77                            | -9,08                           |
|                                 | ACT                                           | Matt McInnes                    | 251                             | 0,80                            | -0,68                           | 1.051                           | 3,33                            | +0,43                           |
|                                 | Cànnabis                                      |                                 |                                 |                                 |                                 | 372                             | 1,18                            | -0,46                           |
|                                 | Futur                                         |                                 |                                 |                                 |                                 | 245                             | 0,78                            | +0,78                           |
|                                 | Illa del Sud                                  |                                 |                                 |                                 |                                 | 157                             | 0,50                            | +0,50                           |
|                                 | Libertarianz                                  |                                 |                                 |                                 |                                 | 92                              | 0,29                            | +0,26                           |
|                                 | NZ Unida                                      |                                 |                                 |                                 |                                 | 86                              | 0,27                            | -0,21                           |
|                                 | Animals Primer                                |                                 |                                 |                                 |                                 | 44                              | 0,14                            | -0,21                           |
|                                 | McGillicuddy                                  |                                 |                                 |                                 |                                 | 44                              | 0,14                            | -0,19                           |
|                                 | Llei Natural                                  |                                 |                                 |                                 |                                 | 13                              | 0,04                            | -0,11                           |
|                                 | Una NZ                                        |                                 |                                 |                                 |                                 | 13                              | 0,04                            | +0,04                           |
|                                 | Mana Maori                                    |                                 |                                 |                                 |                                 | 8                               | 0,03                            | +0,02                           |
|                                 | Opció Popular                                 |                                 |                                 |                                 |                                 | 5                               | 0,02                            | +0,02                           |
|                                 | Mauri Pacific                                 |                                 |                                 |                                 |                                 | 2                               | 0,01                            | +0,01                           |
|                                 | ML                                            |                                 |                                 |                                 |                                 | 1                               | 0,00                            | +0,00                           |
| Vots nuls                       | Vots nuls                                     | Vots nuls                       | Vots nuls                       | Vots nuls                       | Vots nuls                       | 317                             | 1,00                            | +0,64                           |
| Participació                    | Participació                                  | Participació                    | Participació                    | Participació                    | Participació                    | 31.595                          | 86,43                           | -1,38                           |
| Majoria                         | Majoria                                       | Majoria                         | Majoria                         | Majoria                         | Majoria                         | 7.990                           | 25,29                           | +11,93                          |
|                                 | Circumscripció defensada pel Partit Laborista |                                 |                                 |                                 |                                 |                                 |                                 |                                 |

| Eleccions de 1996: Invercargill | Eleccions de 1996: Invercargill               | Eleccions de 1996: Invercargill | Eleccions de 1996: Invercargill | Eleccions de 1996: Invercargill | Eleccions de 1996: Invercargill | Eleccions de 1996: Invercargill | Eleccions de 1996: Invercargill | Eleccions de 1996: Invercargill |
| Partit                          | Partit                                        | Candidat                        | Vots per candidat               | %                               | ±%                              | Vots per partit                 | %                               | ±%                              |
| ------------------------------- | --------------------------------------------- | ------------------------------- | ------------------------------- | ------------------------------- | ------------------------------- | ------------------------------- | ------------------------------- | ------------------------------- |
|                                 | Laborista                                     | Mark Peck                       | 15.383                          | 48,83                           |                                 | 10.459                          | 33,10                           |                                 |
|                                 | Nacional                                      | Eric Roy                        | 11.148                          | 35,39                           |                                 | 10.825                          | 34,14                           |                                 |
|                                 | NZ Primer                                     | Owen Horton                     | 2.302                           | 7,31                            |                                 | 3.757                           | 11,85                           |                                 |
|                                 | Aliança                                       | Bruce Stirling                  | 1.536                           | 4,88                            |                                 | 3.083                           | 9,72                            |                                 |
|                                 | ACT                                           | Louis Crimp                     | 441                             | 1,48                            |                                 | 921                             | 2,90                            |                                 |
|                                 | Independent                                   | Philip Jones                    | 294                             | 0,93                            |                                 |                                 |                                 |                                 |
|                                 | McGillicuddy                                  | Anthony Hobbs                   | 200                             | 0,63                            |                                 | 105                             | 0,33                            |                                 |
|                                 | NZ Unida                                      | Stuart Jordan                   | 111                             | 0,35                            |                                 | 153                             | 0,48                            |                                 |
|                                 | Independent                                   | Jacqueline Hughes               | 87                              | 0,28                            |                                 |                                 |                                 |                                 |
|                                 | Coalició Cristiana                            |                                 |                                 |                                 |                                 | 1.495                           | 4,71                            |                                 |
|                                 | Cànnabis                                      |                                 |                                 |                                 |                                 | 521                             | 1,64                            |                                 |
|                                 | Societat Verda                                |                                 |                                 |                                 |                                 | 69                              | 0,22                            |                                 |
|                                 | Progressista Verd                             |                                 |                                 |                                 |                                 | 60                              | 0,19                            |                                 |
|                                 | Llei Natural                                  |                                 |                                 |                                 |                                 | 49                              | 0,15                            |                                 |
|                                 | Animals Primer                                |                                 |                                 |                                 |                                 | 47                              | 0,15                            |                                 |
|                                 | Conservador                                   |                                 |                                 |                                 |                                 | 14                              | 0,04                            |                                 |
|                                 | Pensionistes i Joves                          |                                 |                                 |                                 |                                 | 11                              | 0,03                            |                                 |
|                                 | Libertarianz                                  |                                 |                                 |                                 |                                 | 8                               | 0,03                            |                                 |
|                                 | Avança                                        |                                 |                                 |                                 |                                 | 6                               | 0,02                            |                                 |
|                                 | Mana Maori                                    |                                 |                                 |                                 |                                 | 4                               | 0,01                            |                                 |
|                                 | Te Tawharau                                   |                                 |                                 |                                 |                                 | 4                               | 0,01                            |                                 |
|                                 | Àsia Pacífic                                  |                                 |                                 |                                 |                                 | 2                               | 0,01                            |                                 |
|                                 | Minoria Ètnica                                |                                 |                                 |                                 |                                 | 1                               | 0,00                            |                                 |
| Vots nuls                       | Vots nuls                                     | Vots nuls                       | Vots nuls                       | Vots nuls                       | Vots nuls                       | 115                             | 0,36                            |                                 |
| Participació                    | Participació                                  | Participació                    | Participació                    | Participació                    | Participació                    | 31.709                          | 87,81                           |                                 |
| Majoria                         | Majoria                                       | Majoria                         | Majoria                         | Majoria                         | Majoria                         | 4.235                           | 13,36                           |                                 |
|                                 | Circumscripció defensada pel Partit Laborista |                                 |                                 |                                 |                                 |                                 |                                 |                                 |

### Dècada de 1920
| Eleccions de 1925: Invercargill | Eleccions de 1925: Invercargill             | Eleccions de 1925: Invercargill | Eleccions de 1925: Invercargill | Eleccions de 1925: Invercargill | Eleccions de 1925: Invercargill |
| Partit                          | Partit                                      | Candidat                        | Vots per candidat               | %                               | ±%                              |
| ------------------------------- | ------------------------------------------- | ------------------------------- | ------------------------------- | ------------------------------- | ------------------------------- |
|                                 | Liberal                                     | Joseph Ward                     | 4.957                           | 50,81                           | +10,33                          |
|                                 | Reformador                                  | James Hargest                   | 4.798                           | 49,19                           | +18,39                          |
| Participació                    | Participació                                | Participació                    | 9.755                           |                                 |                                 |
| Majoria                         | Majoria                                     | Majoria                         | 159                             | 1,63                            | -8,06                           |
|                                 | Circumscripció defensada pel Partit Liberal |                                 |                                 |                                 |                                 |

| Eleccions de 1922: Invercargill | Eleccions de 1922: Invercargill             | Eleccions de 1922: Invercargill | Eleccions de 1922: Invercargill | Eleccions de 1922: Invercargill | Eleccions de 1922: Invercargill |
| Partit                          | Partit                                      | Candidat                        | Vots per candidat               | %                               | ±%                              |
| ------------------------------- | ------------------------------------------- | ------------------------------- | ------------------------------- | ------------------------------- | ------------------------------- |
|                                 | Liberal                                     | Josiah Hanan                    | 3.607                           | 40,48                           | -18,17                          |
|                                 | Reformador                                  | J. Armstead                     | 2.744                           | 30,80                           | +30,80                          |
|                                 | Laborista                                   | H. J. Farrant                   | 2.559                           | 28,72                           | -12,63                          |
| Participació                    | Participació                                | Participació                    | 8.910                           |                                 |                                 |
| Majoria                         | Majoria                                     | Majoria                         | 863                             | 9,69                            | -7,60                           |
|                                 | Circumscripció defensada pel Partit Liberal |                                 |                                 |                                 |                                 |

### Dècada de 1910
| Eleccions de 1919: Invercargill | Eleccions de 1919: Invercargill             | Eleccions de 1919: Invercargill | Eleccions de 1919: Invercargill | Eleccions de 1919: Invercargill | Eleccions de 1919: Invercargill |
| Partit                          | Partit                                      | Candidat                        | Vots per candidat               | %                               | ±%                              |
| ------------------------------- | ------------------------------------------- | ------------------------------- | ------------------------------- | ------------------------------- | ------------------------------- |
|                                 | Liberal                                     | Josiah Hanan                    | 4.758                           | 58,65                           | -1,72                           |
|                                 | Laborista                                   | John Archer                     | 3.355                           | 41,35                           | +41,35                          |
| Vots nuls                       | Vots nuls                                   | Vots nuls                       | 93                              | 1,13                            |                                 |
| Participació                    | Participació                                | Participació                    | 8.113                           |                                 |                                 |
| Majoria                         | Majoria                                     | Majoria                         | 1.403                           | 17,29                           | -3,44                           |
|                                 | Circumscripció defensada pel Partit Liberal |                                 |                                 |                                 |                                 |

| Eleccions de 1914: Invercargill | Eleccions de 1914: Invercargill             | Eleccions de 1914: Invercargill | Eleccions de 1914: Invercargill | Eleccions de 1914: Invercargill | Eleccions de 1914: Invercargill |
| Partit                          | Partit                                      | Candidat                        | Vots per candidat               | %                               | ±%                              |
| ------------------------------- | ------------------------------------------- | ------------------------------- | ------------------------------- | ------------------------------- | ------------------------------- |
|                                 | Liberal                                     | Josiah Hanan                    | 4.557                           | 60,37                           | +17,47                          |
|                                 | Reformador                                  | John Lillicrap                  | 2.992                           | 39,63                           | +10,82                          |
| Participació                    | Participació                                | Participació                    | 7.549                           |                                 |                                 |
| Majoria                         | Majoria                                     | Majoria                         | 1.565                           | 20,73                           | +6,64                           |
|                                 | Circumscripció defensada pel Partit Liberal |                                 |                                 |                                 |                                 |

| Eleccions de 1911: Invercargill | Eleccions de 1911: Invercargill             | Eleccions de 1911: Invercargill | Eleccions de 1911: Invercargill | Eleccions de 1911: Invercargill | Eleccions de 1911: Invercargill |
| Partit                          | Partit                                      | Candidat                        | Vots per candidat               | %                               | ±%                              |
| ------------------------------- | ------------------------------------------- | ------------------------------- | ------------------------------- | ------------------------------- | ------------------------------- |
|                                 | Liberal                                     | Josiah Hanan                    | 3.084                           | 42,90                           | -14,97                          |
|                                 | Reformador                                  | T. Fleming                      | 2.071                           | 28,81                           | +28,81                          |
|                                 | Laborista                                   | H. J. Farrant                   | 2.034                           | 28,29                           | +28,29                          |
| Participació                    | Participació                                | Participació                    | 7.189                           |                                 |                                 |
| Majoria                         | Majoria                                     | Majoria                         | 1.013                           | 14,09                           | -1,64                           |
|                                 | Circumscripció defensada pel Partit Liberal |                                 |                                 |                                 |                                 |

### Dècada de 1900
| Eleccions de 1908: Invercargill | Eleccions de 1908: Invercargill             | Eleccions de 1908: Invercargill | Eleccions de 1908: Invercargill | Eleccions de 1908: Invercargill | Eleccions de 1908: Invercargill |
| Partit                          | Partit                                      | Candidat                        | Vots per candidat               | %                               | ±%                              |
| ------------------------------- | ------------------------------------------- | ------------------------------- | ------------------------------- | ------------------------------- | ------------------------------- |
|                                 | Liberal                                     | Josiah Hanan                    | 3.119                           | 57,87                           | -0,39                           |
|                                 | Independent                                 | A. A. Paape                     | 2.271                           | 42,13                           | +42,13                          |
| Participació                    | Participació                                | Participació                    | 5.390                           |                                 |                                 |
| Majoria                         | Majoria                                     | Majoria                         | 848                             | 15,73                           | -14,11                          |
|                                 | Circumscripció defensada pel Partit Liberal |                                 |                                 |                                 |                                 |

| Eleccions de 1905: Invercargill | Eleccions de 1905: Invercargill             | Eleccions de 1905: Invercargill | Eleccions de 1905: Invercargill | Eleccions de 1905: Invercargill | Eleccions de 1905: Invercargill |
| Partit                          | Partit                                      | Candidat                        | Vots per candidat               | %                               | ±%                              |
| ------------------------------- | ------------------------------------------- | ------------------------------- | ------------------------------- | ------------------------------- | ------------------------------- |
|                                 | Liberal                                     | Josiah Hanan                    | 3.772                           | 58,26                           | -6,38                           |
|                                 | Independent                                 | I. W. Raymond                   | 1.840                           | 28,42                           | +28,42                          |
|                                 | Liberal                                     | Morris                          | 862                             | 13,31                           | +13,31                          |
| Vots nuls                       | Vots nuls                                   | Vots nuls                       | 106                             | 1,61                            | -0,24                           |
| Participació                    | Participació                                | Participació                    | 6.474                           |                                 |                                 |
| Majoria                         | Majoria                                     | Majoria                         | 1.932                           | 29,84                           | +0,56                           |
|                                 | Circumscripció defensada pel Partit Liberal |                                 |                                 |                                 |                                 |

| Eleccions de 1902: Invercargill | Eleccions de 1902: Invercargill             | Eleccions de 1902: Invercargill | Eleccions de 1902: Invercargill | Eleccions de 1902: Invercargill | Eleccions de 1902: Invercargill |
| Partit                          | Partit                                      | Candidat                        | Vots per candidat               | %                               | ±%                              |
| ------------------------------- | ------------------------------------------- | ------------------------------- | ------------------------------- | ------------------------------- | ------------------------------- |
|                                 | Liberal                                     | Josiah Hanan                    | 3.320                           | 64,64                           | +11,82                          |
|                                 | Liberal                                     | James Whyte Kelly               | 1.816                           | 35,36                           | -11,82                          |
| Vots nuls                       | Vots nuls                                   | Vots nuls                       | 97                              | 1,85                            |                                 |
| Participació                    | Participació                                | Participació                    | 5.136                           | 77,54                           | -3,35                           |
| Majoria                         | Majoria                                     | Majoria                         | 1.504                           | 29,28                           | +23,63                          |
|                                 | Circumscripció defensada pel Partit Liberal |                                 |                                 |                                 |                                 |

### Dècada de 1890
| Eleccions de 1899: Invercargill | Eleccions de 1899: Invercargill             | Eleccions de 1899: Invercargill | Eleccions de 1899: Invercargill | Eleccions de 1899: Invercargill | Eleccions de 1899: Invercargill |
| Partit                          | Partit                                      | Candidat                        | Vots per candidat               | %                               | ±%                              |
| ------------------------------- | ------------------------------------------- | ------------------------------- | ------------------------------- | ------------------------------- | ------------------------------- |
|                                 | Liberal                                     | Josiah Hanan                    | 2.451                           | 52,82                           | +52,82                          |
|                                 | Liberal                                     | James Whyte Kelly               | 2.189                           | 47,18                           | -2,40                           |
| Participació                    | Participació                                | Participació                    | 4.640                           | 80,89                           | +2,32                           |
| Majoria                         | Majoria                                     | Majoria                         | 262                             | 5,65                            | -7,16                           |
|                                 | Circumscripció defensada pel Partit Liberal |                                 |                                 |                                 |                                 |

| Eleccions de 1896: Invercargill | Eleccions de 1896: Invercargill             | Eleccions de 1896: Invercargill | Eleccions de 1896: Invercargill | Eleccions de 1896: Invercargill | Eleccions de 1896: Invercargill |
| Partit                          | Partit                                      | Candidat                        | Vots per candidat               | %                               | ±%                              |
| ------------------------------- | ------------------------------------------- | ------------------------------- | ------------------------------- | ------------------------------- | ------------------------------- |
|                                 | Liberal                                     | James Whyte Kelly               | 2.237                           | 49,58                           | -17,62                          |
|                                 | Independent                                 | J. Sinclair                     | 1.659                           | 36,77                           | +36,77                          |
|                                 | Independent                                 | Scandrett                       | 616                             | 13,65                           | +13,65                          |
| Participació                    | Participació                                | Participació                    | 4.512                           | 78,57                           | +0,36                           |
| Majoria                         | Majoria                                     | Majoria                         | 578                             | 12,81                           | -21,62                          |
|                                 | Circumscripció defensada pel Partit Liberal |                                 |                                 |                                 |                                 |

| Eleccions de 1893: Invercargill | Eleccions de 1893: Invercargill             | Eleccions de 1893: Invercargill | Eleccions de 1893: Invercargill | Eleccions de 1893: Invercargill | Eleccions de 1893: Invercargill |
| Partit                          | Partit                                      | Candidat                        | Vots per candidat               | %                               | ±%                              |
| ------------------------------- | ------------------------------------------- | ------------------------------- | ------------------------------- | ------------------------------- | ------------------------------- |
|                                 | Liberal                                     | James Whyte Kelly               | 2.422                           | 67,20                           | +25,45                          |
|                                 | Independent                                 | Joseph Hatch                    | 1.181                           | 32,77                           | +32,77                          |
| Participació                    | Participació                                | Participació                    | 3.604                           | 78,21                           |                                 |
| Majoria                         | Majoria                                     | Majoria                         | 1.241                           | 34,43                           | +26,78                          |
|                                 | Circumscripció defensada pel Partit Liberal |                                 |                                 |                                 |                                 |

| Eleccions de 1890: Invercargill | Eleccions de 1890: Invercargill            | Eleccions de 1890: Invercargill | Eleccions de 1890: Invercargill | Eleccions de 1890: Invercargill | Eleccions de 1890: Invercargill |
| Partit                          | Partit                                     | Candidat                        | Vots per candidat               | %                               | ±%                              |
| ------------------------------- | ------------------------------------------ | ------------------------------- | ------------------------------- | ------------------------------- | ------------------------------- |
|                                 | Liberal                                    | James Whyte Kelly               | 633                             | 41,75                           | +41,75                          |
|                                 | Independent                                | James Walker Bain               | 517                             | 34,10                           | +34,10                          |
|                                 | Independent                                | Henry Feldwick                  | 366                             | 24,14                           | -3,74                           |
| Participació                    | Participació                               | Participació                    | 1.516                           |                                 |                                 |
| Majoria                         | Majoria                                    | Majoria                         | 116                             | 7,65                            | +41,75                          |
|                                 | Circumscripció guanyada pel Partit Liberal |                                 |                                 |                                 |                                 |

### Dècada de 1880
| Eleccions de 1887: Invercargill | Eleccions de 1887: Invercargill          | Eleccions de 1887: Invercargill | Eleccions de 1887: Invercargill | Eleccions de 1887: Invercargill | Eleccions de 1887: Invercargill |
| Partit                          | Partit                                   | Candidat                        | Vots per candidat               | %                               | ±%                              |
| ------------------------------- | ---------------------------------------- | ------------------------------- | ------------------------------- | ------------------------------- | ------------------------------- |
|                                 | Independent                              | Henry Feldwick                  | 356                             | 27,88                           | -8,67                           |
|                                 | Independent                              | H. Jaggers                      | 312                             | 24,43                           | +24,43                          |
|                                 | Independent                              | Joseph Hatch                    | 310                             | 24,28                           | -25,47                          |
|                                 | Independent                              | Tanner                          | 234                             | 18,32                           | +18,32                          |
|                                 | Independent                              | Mitchell                        | 65                              | 5,09                            | +5,09                           |
| Participació                    | Participació                             | Participació                    | 1.277                           | 64,46                           |                                 |
| Majoria                         | Majoria                                  | Majoria                         | 44                              | 3,45                            | +40,00                          |
|                                 | Circumscripció defensada per Independent |                                 |                                 |                                 |                                 |

| Eleccions de 1884: Invercargill | Eleccions de 1884: Invercargill          | Eleccions de 1884: Invercargill | Eleccions de 1884: Invercargill | Eleccions de 1884: Invercargill | Eleccions de 1884: Invercargill |
| Partit                          | Partit                                   | Candidat                        | Vots per candidat               | %                               | ±%                              |
| ------------------------------- | ---------------------------------------- | ------------------------------- | ------------------------------- | ------------------------------- | ------------------------------- |
|                                 | Independent                              | Joseph Hatch                    | 592                             | 49,75                           | +16,45                          |
|                                 | Independent                              | Henry Feldwick                  | 435                             | 36,55                           | -30,15                          |
|                                 | Independent                              | George Lumsden                  | 163                             | 13,70                           | +13,70                          |
| Participació                    | Participació                             | Participació                    | 1.190                           |                                 |                                 |
| Majoria                         | Majoria                                  | Majoria                         | 157                             | 13,19                           | +20,11                          |
|                                 | Circumscripció defensada per Independent |                                 |                                 |                                 |                                 |

| Eleccions de 1881: Invercargill | Eleccions de 1881: Invercargill          | Eleccions de 1881: Invercargill | Eleccions de 1881: Invercargill | Eleccions de 1881: Invercargill | Eleccions de 1881: Invercargill |
| Partit                          | Partit                                   | Candidat                        | Vots per candidat               | %                               | ±%                              |
| ------------------------------- | ---------------------------------------- | ------------------------------- | ------------------------------- | ------------------------------- | ------------------------------- |
|                                 | Independent                              | Henry Feldwick                  | 771                             | 66,70                           | +10,11                          |
|                                 | Independent                              | Joseph Hatch                    | 385                             | 33,30                           | +33,30                          |
| Participació                    | Participació                             | Participació                    | 1.156                           | 66                              |                                 |
| Majoria                         | Majoria                                  | Majoria                         | 386                             | 33,39                           | +41,20                          |
|                                 | Circumscripció defensada per Independent |                                 |                                 |                                 |                                 |

### Dècada de 1870
| Eleccions de 1879: Invercargill | Eleccions de 1879: Invercargill          | Eleccions de 1879: Invercargill | Eleccions de 1879: Invercargill | Eleccions de 1879: Invercargill | Eleccions de 1879: Invercargill |
| Partit                          | Partit                                   | Candidat                        | Vots per candidat               | %                               | ±%                              |
| ------------------------------- | ---------------------------------------- | ------------------------------- | ------------------------------- | ------------------------------- | ------------------------------- |
|                                 | Independent                              | James Walker Bain               | 395                             | 56,59                           | +7,81                           |
|                                 | Independent                              | Henry Feldwick                  | 303                             | 43,41                           | -7,81                           |
| Participació                    | Participació                             | Participació                    | 698                             |                                 |                                 |
| Majoria                         | Majoria                                  | Majoria                         | 92                              | 13,18                           | +15,63                          |
|                                 | Circumscripció defensada per Independent |                                 |                                 |                                 |                                 |

| Elecció parcial d'Invercargill de 1878 | Elecció parcial d'Invercargill de 1878   | Elecció parcial d'Invercargill de 1878 | Elecció parcial d'Invercargill de 1878 | Elecció parcial d'Invercargill de 1878 | Elecció parcial d'Invercargill de 1878 |
| Partit                                 | Partit                                   | Candidat                               | Vots per candidat                      | %                                      | ±%                                     |
| -------------------------------------- | ---------------------------------------- | -------------------------------------- | -------------------------------------- | -------------------------------------- | -------------------------------------- |
|                                        | Independent                              | Henry Feldwick                         | 230                                    | 51,22                                  | +51,22                                 |
|                                        | Independent                              | James Walker Bain                      | 219                                    | 48,78                                  | +48,78                                 |
| Participació                           | Participació                             | Participació                           | 449                                    |                                        |                                        |
| Majoria                                | Majoria                                  | Majoria                                | 11                                     | 2,45                                   | +51,22                                 |
|                                        | Circumscripció defensada per Independent |                                        |                                        |                                        |                                        |

| Eleccions de 1875: Invercargill | Eleccions de 1875: Invercargill          | Eleccions de 1875: Invercargill | Eleccions de 1875: Invercargill | Eleccions de 1875: Invercargill | Eleccions de 1875: Invercargill |
| Partit                          | Partit                                   | Candidat                        | Vots per candidat               | %                               | ±%                              |
| ------------------------------- | ---------------------------------------- | ------------------------------- | ------------------------------- | ------------------------------- | ------------------------------- |
|                                 | Independent                              | George Lumsden                  | 180                             | 53,10                           | +53,10                          |
|                                 | Independent                              | John Cuthbertson                | 159                             | 46,90                           | -5,58                           |
| Participació                    | Participació                             | Participació                    | 339                             |                                 |                                 |
| Majoria                         | Majoria                                  | Majoria                         | 21                              | 6,19                            | +53,10                          |
|                                 | Circumscripció defensada per Independent |                                 |                                 |                                 |                                 |

| Elecció parcial d'Invercargill de 1873 | Elecció parcial d'Invercargill de 1873   | Elecció parcial d'Invercargill de 1873 | Elecció parcial d'Invercargill de 1873 | Elecció parcial d'Invercargill de 1873 | Elecció parcial d'Invercargill de 1873 |
| Partit                                 | Partit                                   | Candidat                               | Vots per candidat                      | %                                      | ±%                                     |
| -------------------------------------- | ---------------------------------------- | -------------------------------------- | -------------------------------------- | -------------------------------------- | -------------------------------------- |
|                                        | Independent                              | John Cuthbertson                       | 159                                    | 52,48                                  | +52,48                                 |
|                                        | Independent                              | William Wood                           | 144                                    | 47,52                                  | +46,52                                 |
| Participació                           | Participació                             | Participació                           | 303                                    |                                        |                                        |
| Majoria                                | Majoria                                  | Majoria                                | 15                                     | 4,95                                   | +52,48                                 |
|                                        | Circumscripció defensada per Independent |                                        |                                        |                                        |                                        |

| Eleccions de 1871: Invercargill | Eleccions de 1871: Invercargill          | Eleccions de 1871: Invercargill | Eleccions de 1871: Invercargill | Eleccions de 1871: Invercargill | Eleccions de 1871: Invercargill |
| Partit                          | Partit                                   | Candidat                        | Vots per candidat               | %                               | ±%                              |
| ------------------------------- | ---------------------------------------- | ------------------------------- | ------------------------------- | ------------------------------- | ------------------------------- |
|                                 | Independent                              | William Henderson Calder        | 142                             | 61,21                           | +61,21                          |
|                                 | Independent                              | George Lumsden                  | 90                              | 38,79                           | +38,79                          |
| Participació                    | Participació                             | Participació                    | 232                             |                                 |                                 |
| Majoria                         | Majoria                                  | Majoria                         | 52                              | 22,41                           | +22,41                          |
|                                 | Circumscripció defensada per Independent |                                 |                                 |                                 |                                 |

### Dècada de 1860
| Eleccions de 1866: Invercargill | Eleccions de 1866: Invercargill         | Eleccions de 1866: Invercargill | Eleccions de 1866: Invercargill | Eleccions de 1866: Invercargill | Eleccions de 1866: Invercargill |
| Partit                          | Partit                                  | Candidat                        | Vots per candidat               | %                               | ±%                              |
| ------------------------------- | --------------------------------------- | ------------------------------- | ------------------------------- | ------------------------------- | ------------------------------- |
|                                 | Independent                             | William Wood                    | 75                              | 50,68                           | +50,68                          |
|                                 | Independent                             | T. Heale                        | 73                              | 49,32                           | +49,32                          |
| Participació                    | Participació                            | Participació                    | 148                             |                                 |                                 |
| Majoria                         | Majoria                                 | Majoria                         | 2                               | 1,35                            | +1,35                           |
|                                 | Circumscripció guanyada per Independent |                                 |                                 |                                 |                                 |

## Circumscripcions properes
|  |  |  |
|  |  |  |
|  |  |  |